# Проскурівна Марія Степанівна
Марія Степанівна Семенко (15 червня 1860, за іншими даними 1863, Кибинці, Полтавська губернія — 1945) — українська письменниця кінця XIX першої третини ХХ ст., мати поета Михайля Семенка.

## Життєпис
Марія Проскурівна народилася в селі Кибинці Полтавської губернії в селянській родині. Мала лише сільську освіту. Писати вона почала в молодому віці, проте тривалий час твори не виходили друком. До 1914 р. було видано лише три її повісті — «Улася», «Пані писарка» і «Від сіна до соломи». Після поразки українських визвольних змагань залишилась жити в УСРР. В радянських часописах було видано кілька її оповідань.
Син письменниці — Михайль Семенко — був одним з творців нового літературного напрямку в українській літературі — футуризму. Саме мати прищепила Михайлові Семенку в дитинстві любов до літератури.

## Творчість
Творчості Марії Проскурівни притаманний побутовізм, змалювання переважно випадків із життя українських селян. Авторка не вдавалася до опису політичних проблем, революційного руху. Сергій Єфремов дав таку характеристику її творам: «Спокійним тоном і в простенькій, напіветнографічній формі вміє Проскурівна мережити гарні картини з українського життя, даючи пластично вимальовані постаті дійових людей». Письменниця також зверталася до кримінальних сюжетів, досліджувала феномен людської жорстокості (оповідання «Святий дух», «Опорок», «Маруся-Московка»).

## Твори
Повісті і оповідання:
- Уляся
- Од сіна до соломи
- Пані писарка
- Святий дух (1927)
- Опорок (1928)
- Маруся-Московка (1912)